# Powiat Franzburg-Barth

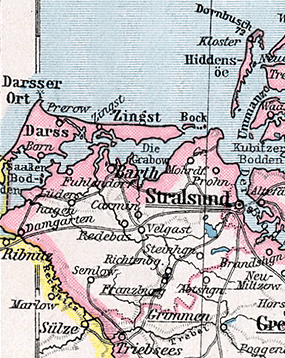
Mapa powiatu z 1905 roku

Powiat Franzburg-Barth, do 31 stycznia 1928 Powiat Franzburg (niem. Landkreis Franzburg-Barth, Kreis Franzburg-Barth, do 31 stycznia 1928 Kreis Franzburg, Landkreis Franzburg) – dawny powiat na terenie kolejno Prus, Cesarstwa Niemieckiego, Republiki Weimarskiej oraz III Rzeszy, istniejący od 1818 do 1952. Do 30 września 1932 należał do rejencji stralsundzkiej, w prowincji Pomorze, ale dzień później został włączony do rejencji szczecińskiej w tej samej prowincji. Teren dawnego powiatu leży obecnie w Niemczech, w kraju związkowym Meklemburgia-Pomorze Przednie w powiecie Vorpommern-Rügen.

## Historia
Po pożarze budynku landrata we Franzburgu, dnia 1 października 1925 przeniesiono siedzibę powiatu do Barth. Dlatego też 1 lutego 1928 zmieniono nazwę powiatu z Franzburg na Franzburg-Barth.
1 stycznia 1945 na terenie powiatu znajdowały się cztery miasta:
- Barth
- Damgarten
- Franzburg
- Richtenberg

oraz 72 inne gminy i jeden majątek junkierski.